# Pseudobrillia komorii
Pseudobrillia komorii är en tvåvingeart som beskrevs av Niitsuma 1991. Pseudobrillia komorii ingår i släktet Pseudobrillia och familjen fjädermyggor. Inga underarter finns listade i Catalogue of Life.